# SD Eibar (Frauenfußball)
Die Frauenfußballabteilung von Sociedad Deportiva Eibar wurde im Jahr 2009 ins Leben gerufen. Die erste Mannschaft spielt gegenwärtig in der Primera División.

## Geschichte

### Eibartarrak RT
Die Ursprünge der Frauenfußballabteilung von SD Eibar gehen auf den eigenständigen Klub Eibartarrak Futbol Taldea zurück, der im Jahr 1991 gegründet wurde. Die Frauenfußballmannschaft von Eibartarrak FT gelangte zur Saison 1996/97 durch die Neuorganisation und Aufstockung der Primera División in die höchste Spielklasse und war um die Jahrtausendwende eine der stärksten Mannschaften in Spanien. Die größten Erfolge von Eibartarrak waren der Einzug in das Finale der Copa de la Reina 1999, wo man gegen CD Oroquieta Villaverde mit 1:3 unterlag, der Sieg im Supercup 1999 gegen denselben Gegner sowie die Qualifikation für das Endspiel um die spanische Meisterschaft 2000/01, in dem man 0:4 gegen UD Levante verlor. Durch eine Neuordnung der höchsten Spielklasse im Jahr 2001 stieg der Klub danach jedoch in die zweite Liga ab. Im Jahr 2003 schloss Eibartarrak FT ein Abkommen mit SD Eibar, die Frauenmannschaft firmierte fortan unter dem Namen Eibar-Eibartarrak.

### Frauenfußballabteilung von SD Eibar
Im Jahr 2009 kam es erneut zu einer Umstrukturierung der höchsten spanischen Liga. Mit dem Ziel den Frauenfußball zu professionalisieren und bei einem breiten Publikum beliebter zu machen, beschloss der spanische Fußballverband eine Ausweitung der Meisterschaft von 16 auf 24 Teams, wobei die acht neuen eingeladenen Mannschaften Frauensektionen von bestehenden Profi-Männervereinen sein sollten. SD Eibar inkorporierte nun die Frauenmannschaften von Eibartarrak FT als neue Vereinssektion und akzeptierte das Angebot des Verbandes direkt in der ersten Spielklasse einzusteigen. Die Mannschaft konnte sich jedoch nicht lange in der ersten Liga halten, bereits 2009/10 landete das Team auf dem 21. und vorletzten Tabellenplatz, da es jedoch in diesem Spieljahr keinen Absteiger gab, konnte die Kategorie gehalten werden. Die Saison 2010/11 beendete SD Eibar auf dem 23. und letzten Platz und stieg in die Segunda División ab. Nur zwei Spielzeiten später erfolgte gar der Abstieg in die Regionalliga. Zur Saison 2015/16 gelang der Wiederaufstieg in die zweite Spielklasse. Nach fünf Saisons in der Segunda División erreichte SD Eibar 2019/20 in der aufgrund der COVID-19-Pandemie nach 22 von 30 Spieltagen abgebrochenen Liga in der Gruppe Nord den zweiten Platz hinter der B-Mannschaft von Athletic Bilbao. Da Zweitmannschaften jedoch nicht in derselben Liga spielen können wie ihre erste Mannschaft, ging der Aufstiegsplatz auf SD Eibar über und das Team stieg nach zehn Jahren wieder in die Primera División auf. In der Spielzeit 2020/21 erreichte die Mannschaft mit Platz 14 zwar den Klassenerhalt, 2021/22 beendete SD Eibar die Meisterschaft jedoch auf dem 15. und vorletzten Platz und es erfolgte der Abstieg in die Segunda División.

## Erfolge
- Supercopa de España: 1999 (als Eibartarrak FT)